# Polyme gia cố sợi carbon

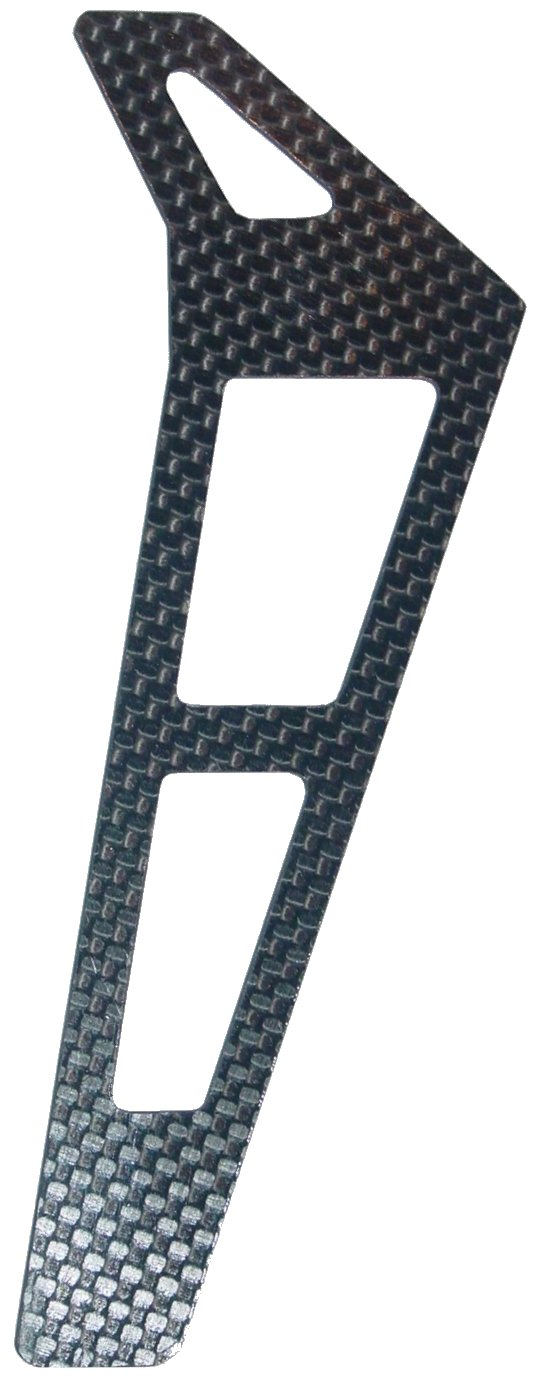
Đuôi máy bay trực thăng điều khiển bằng radio, làm bằng CFRP

Polyme gia cố sợi carbon, polyme cốt sợi carbon, hoặc nhựa nhiệt dẻo gia cố sợi carbon (CFRP, CRP, CFRTP, hoặc thường đơn giản gọi là sợi carbon, composite carbon, hoặc thậm chí carbon), là một loại nhựa gia cố cực kỳ mạnh và nhẹ có chứa sợi carbon.  CFRP có thể khá tốn kém để sản xuất nhưng thường được sử dụng ở bất cứ nơi nào cần tỷ lệ cường độ lực trên khối lượng và độ cứng cao, như hàng không vũ trụ, kiến trúc thượng tầng của tàu, ô tô, kỹ thuật dân dụng, thiết bị thể thao, và số lượng người tiêu dùng và kỹ thuật ngày càng tăng các ứng dụng.
Các polymer liên kết thường là một loại nhựa nhiệt rắn như epoxy, nhưng các polyme nhiệt hoặc nhựa nhiệt dẻo khác, chẳng hạn như polyester, vinyl ester hoặc nylon  đôi khi cũng được sử dụng.  Vật liệu tổng hợp có thể chứa aramid (ví dụ  Kevlar, Twaron), polyethylen có trọng lượng phân tử cực cao (UHMWPE), nhôm hoặc sợi thủy tinh ngoài sợi carbon.  Các thuộc tính của sản phẩm CFRP cuối cùng cũng có thể bị ảnh hưởng bởi loại phụ gia được đưa vào ma trận liên kết.  Phụ gia phổ biến nhất là silica, nhưng các chất phụ gia khác như ống nano carbon và cao su có thể được sử dụng.  Vật liệu này còn được gọi là polymer gia cố bằng than chì hoặc polymer được gia cố bằng sợi than chì (GFRP)

## Tính chất
CFRP là vật liệu tổng hợp.  Trong trường hợp này, composite bao gồm hai phần: ma trận và gia cố.  Trong CFRP, gia cố là sợi carbon, cung cấp sức mạnh.  Ma trận thường là một loại nhựa polymer, như epoxy, để liên kết các phần gia cố lại với nhau.  Vì CFRP bao gồm hai yếu tố riêng biệt, các thuộc tính vật liệu phụ thuộc vào hai yếu tố này.
Phần gia cố mang lại cho CFRP sức mạnh và sự cứng nhắc của nó; đo bằng ứng suất và mô đun đàn hồi tương ứng.  Không giống như các vật liệu đẳng hướng như thép và nhôm, CFRP có đặc tính cường độ định hướng.  Các tính chất của CFRP phụ thuộc vào bố cục của sợi carbon và tỷ lệ của các sợi carbon so với polymer.  Hai phương trình khác nhau chi phối mô đun đàn hồi thuần của vật liệu composite sử dụng các tính chất của sợi carbon và ma trận polymer cũng có thể được áp dụng cho nhựa gia cố sợi carbon.  Phương trình sau đây,
{\displaystyle E_{c}=V_{m}E_{m}+V_{f}E_{f}}
có giá trị đối với vật liệu composite với các sợi được định hướng theo hướng tải trọng ứng dụng. {\displaystyle E_{c}}  là tổng mô đun tổng hợp, {\displaystyle V_{m}}  và  {\displaystyle V_{f}}  là các phân số thể tích của ma trận và sợi tương ứng trong hỗn hợp và {\displaystyle E_{m}} và {\displaystyle E_{f}} là các mô đun đàn hồi của ma trận và sợi tương ứng.  Trường hợp cực đoan khác của mô đun đàn hồi của hỗn hợp với các sợi định hướng ngang với tải trọng ứng dụng có thể được tìm thấy bằng phương trình sau:
{\displaystyle E_{c}=\left({\frac {V_{m}}{E_{m}}}+{\frac {V_{f}}{E_{f}}}\right)^{-1}}
Độ dẻo dai gãy của nhựa gia cố sợi carbon được điều chỉnh bởi các cơ chế sau: 1) gỡ rối giữa ma trận sợi carbon và polymer, 2) kéo sợi và 3) tách lớp giữa các tấm CFRP.  CFRP dựa trên epoxy điển hình thể hiện hầu như không có độ dẻo, với độ căng dưới 0,5% cho đến thất bại.  Mặc dù CFRP với epoxy có mô đun đàn hồi và cường độ cao, cơ học gãy giòn có những thách thức đặc biệt đối với các kỹ sư trong việc phát hiện lỗi do những hỏng hóc xảy ra một cách thảm khốc.  Do đó, những nỗ lực gần đây để tăng cường CFRP bao gồm sửa đổi vật liệu epoxy hiện có và tìm ma trận polymer thay thế.  Một vật liệu như vậy với hứa hẹn cao là PEEK, thể hiện độ bền lớn hơn với mô đun đàn hồi và độ bền kéo tương tự.  Tuy nhiên, PEEK khó xử lý hơn và tốn kém hơn.
Mặc dù tỷ lệ cường độ trên trọng lượng ban đầu cao, một hạn chế trong thiết kế của CFRP là không có giới hạn mỏi rõ ràng.  Điều này có nghĩa, về mặt lý thuyết, thất bại trong chu kỳ căng thẳng không thể loại trừ.  Mặc dù thép và nhiều kim loại kết cấu và hợp kim khác có giới hạn mỏi hoặc độ bền có thể ước tính, các chế độ thất bại phức tạp của vật liệu tổng hợp có nghĩa là các đặc tính thất bại mỏi của CFRP rất khó dự đoán và thiết kế.  Do đó, khi sử dụng CFRP cho các ứng dụng tải tuần hoàn quan trọng, các kỹ sư có thể cần thiết kế các lề an toàn cường độ đáng kể để cung cấp độ tin cậy thành phần phù hợp trong suốt thời gian sử dụng.
Các tác động môi trường như nhiệt độ và độ ẩm có thể có tác động sâu sắc đến vật liệu tổng hợp dựa trên polymer, bao gồm hầu hết các CFRP.  Mặc dù CFRP thể hiện khả năng chống ăn mòn tuyệt vời, ảnh hưởng của độ ẩm ở các phạm vi nhiệt độ rộng có thể dẫn đến suy giảm các tính chất cơ học của CFRP, đặc biệt là ở giao diện sợi ma trận.  Trong khi bản thân các sợi carbon không bị ảnh hưởng bởi độ ẩm khuếch tán vào vật liệu, độ ẩm làm dẻo hóa ma trận polymer.  Ma trận epoxy được sử dụng cho cánh quạt động cơ được thiết kế không thấm đối với nhiên liệu máy bay, dầu bôi trơn và nước mưa và sơn bên ngoài trên các bộ phận tổng hợp được áp dụng để giảm thiểu thiệt hại từ tia cực tím.
Các sợi carbon có thể gây ra ăn mòn điện khi các bộ phận CRP được gắn vào nhôm.

## Sản xuất

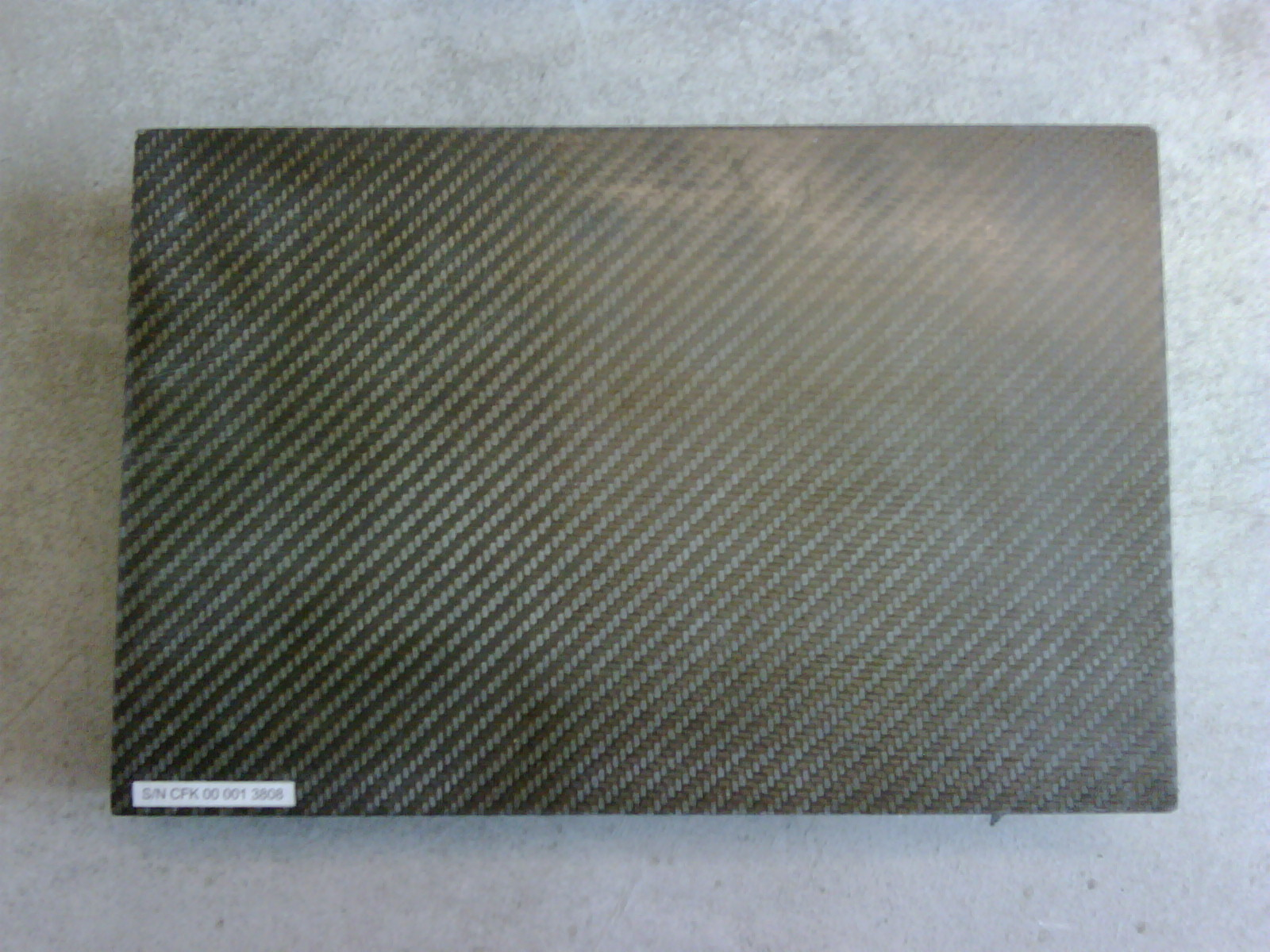
Polyme cốt sợi carbon

Yếu tố chính của CFRP là sợi carbon; này được sản xuất từ một tiền chất polymer như polyacrylonitrile (PAN), rayon, hoặc polyme nhớt đàn hồi từ xăng dầu.  Đối với các polyme tổng hợp như PAN hoặc rayon, tiền chất trước tiên được tạo thành sợi tơ, sử dụng các quá trình hóa học và cơ học để bước đầu các chuỗi polymer theo cách tăng cường các tính chất vật lý cuối cùng của sợi carbon hoàn thành.  Thành phần tiền chất và các quy trình cơ học được sử dụng trong quá trình kéo sợi sợi có thể khác nhau giữa các nhà sản xuất.  Sau khi vẽ hoặc kéo sợi, các sợi tơ polymer sau đó được nung nóng để loại bỏ các nguyên tử phi carbon (cacbon hóa), tạo ra sợi carbon cuối cùng.  Các sợi sợi carbon có thể được xử lý thêm để cải thiện chất lượng xử lý, sau đó xử lý các bobbins.  Từ những sợi này, một tấm đơn hướng được tạo ra.  Các tấm này được xếp chồng lên nhau theo bố cục đẳng hướng, ví dụ 0 °, + 60 ° hoặc −60 ° so với nhau.
Từ sợi cơ sở, một tấm dệt hai chiều có thể được tạo ra, tức là một tấm dệt chéo với một tấm dệt 2/2.  Quá trình mà hầu hết các CFRP được tạo ra khác nhau, tùy thuộc vào mảnh được tạo ra, độ hoàn thiện (độ bóng bên ngoài) được yêu cầu và số lượng mảnh sẽ được tạo ra.  Ngoài ra, việc lựa chọn ma trận có thể có ảnh hưởng sâu sắc đến các thuộc tính của hỗn hợp đã hoàn thành.
Nhiều bộ phận CFRP được tạo ra với một lớp vải carbon duy nhất được hỗ trợ bằng sợi thủy tinh.  Một công cụ gọi là súng chopper được sử dụng để nhanh chóng tạo ra các bộ phận tổng hợp này.  Khi một lớp vỏ mỏng được tạo ra từ sợi carbon, súng chopper cắt các cuộn sợi thủy tinh thành các đoạn ngắn và phun nhựa cùng một lúc, để sợi thủy tinh và nhựa được trộn tại chỗ.  Nhựa là hỗn hợp bên ngoài, trong đó chất làm cứng và nhựa được phun riêng, hoặc hỗn hợp bên trong, đòi hỏi phải làm sạch sau mỗi lần sử dụng.  Phương pháp sản xuất có thể bao gồm:

### Đúc
Một phương pháp sản xuất các bộ phận CFRP là xếp các tấm vải sợi carbon thành một khuôn theo hình dạng của sản phẩm cuối cùng.  Sự liên kết và dệt của các sợi vải được chọn để tối ưu hóa các đặc tính cường độ và độ cứng của vật liệu thu được.  Khuôn sau đó được lấp đầy bằng epoxy và được nung nóng hoặc xử lý bằng không khí.  Phần kết quả là rất chống ăn mòn, cứng và mạnh cho trọng lượng của nó.  Các bộ phận được sử dụng trong các khu vực ít quan trọng hơn được sản xuất bằng cách treo vải lên trên khuôn, với epoxy hoặc được xác định trước vào các sợi (còn được gọi là pre-preg) hoặc "sơn" trên nó.  Các bộ phận hiệu suất cao sử dụng khuôn đơn thường được đóng gói chân không và/hoặc hấp khử trùng, bởi vì ngay cả các bọt khí nhỏ trong vật liệu cũng sẽ làm giảm sức mạnh.  Một phương pháp thay thế cho phương pháp nồi hấp là sử dụng áp suất bên trong thông qua các bóng khí bơm hơi hoặc bọt EPS bên trong sợi carbon không được xử lý.

### Đóng gói chân không
Đối với các phần đơn giản trong đó tương đối ít bản sao là cần thiết (1-2 mỗi ngày), có thể sử dụng túi chân không.  Một sợi thủy tinh, sợi carbon hoặc khuôn nhôm được đánh bóng và sáp, và có chất giải phóng được áp dụng trước khi vải và nhựa được sử dụng, và chân không được kéo và đặt sang một bên để cho phép mảnh được xử lý (cứng lại).  Có ba cách để đưa nhựa vào vải trong khuôn chân không.
Phương pháp đầu tiên là thủ công và được gọi là layup ướt, trong đó nhựa hai phần được trộn và áp dụng trước khi đặt vào khuôn và đặt trong túi.  Một cái khác được thực hiện bằng cách tiêm truyền, trong đó vải khô và khuôn được đặt bên trong túi trong khi chân không kéo nhựa thông qua một ống nhỏ vào túi, sau đó qua một ống có lỗ hoặc thứ gì đó tương tự như trải đều nhựa trên vải.  Máy dệt dây hoạt động hoàn hảo cho một ống đòi hỏi các lỗ bên trong túi.  Cả hai phương pháp sử dụng nhựa này đều đòi hỏi phải làm việc bằng tay để trải đều nhựa cho bề mặt sáng bóng với các lỗ nhỏ.
Một phương pháp thứ ba để xây dựng vật liệu composite được gọi là layup khô.  Ở đây, vật liệu sợi carbon đã được ngâm tẩm với nhựa (pre-preg) và được áp dụng cho khuôn theo kiểu tương tự như màng dính.  Việc lắp ráp sau đó được đặt trong chân không để chữa trị.  Phương pháp layup khô có lượng chất thải nhựa ít nhất và có thể đạt được các công trình nhẹ hơn so với layup ướt.  Ngoài ra, vì số lượng nhựa lớn hơn khó bị chảy ra hơn với các phương pháp layup ướt, các bộ phận tiền pre thường có ít lỗ kim hơn.  Loại bỏ lỗ kim với lượng nhựa tối thiểu thường yêu cầu sử dụng áp suất nồi hấp để loại bỏ khí dư.

### Tạo hình bằng khuôn ép
Một phương pháp nhanh hơn sử dụng khuôn nén.  Đây là khuôn hai mảnh (nam và nữ) thường được làm bằng nhôm hoặc thép được ép cùng với vải và nhựa giữa hai.  Lợi ích là tốc độ của toàn bộ quá trình.  Một số nhà sản xuất xe hơi, chẳng hạn như BMW, tuyên bố có thể quay vòng một phần mới cứ sau 80 giây.  Tuy nhiên, kỹ thuật này có chi phí ban đầu rất cao do các khuôn đòi hỏi gia công CNC có độ chính xác rất cao.

### Quấn dây tóc
Đối với các hình dạng khó hoặc phức tạp, một cuộn dây tóc có thể được sử dụng để tạo các bộ phận CFRP bằng cách cuộn các dây tóc xung quanh trục gá hoặc lõi. 